# Antonio Trombone
Antonio Trombone (Palermo, 22 gennaio 1913 – Palermo, 7 gennaio 1995) è stato un pianista e didatta italiano.
Si è diplomato in pianoforte e composizione al Conservatorio di Palermo, allievo di Antonio Savasta  Gustavo Natale e Mario Pilati. Ha svolto intensa attività concertistica, all'Eiar e poi alla Rai, sia come solista che in orchestra.
Ha vinto numerosi concorsi pianistici (in uno di essi si classificò al terzo posto, dopo Arturo Benedetti Michelangeli)
Eseguì il primo concerto di Tchaikovsky, alla fine della seconda guerra mondiale, al teatro massimo di Palermo. Successivamente decise di dedicarsi esclusivamente all'insegnamento.
È stato docente di pianoforte al Conservatorio di Palermo dal 1936 al 1979. 
Ha fatto parte della giuria in concorsi pianistici nazionali e internazionali; è autore di opere didattiche e di musiche dedicate all'infanzia. Tra i suoi allievi Giuseppe La Licata, Francesco La Licata,  Carmelo Caruso, Donatella Sollima, Leandro Palacino, Antonello Manco, Luigi Cartia, Aurelia Spagnolo, Franco Foderà, Erina Guzzetta,Maria Rita Tripi e Guido Asaro.
Annualmente, presso il Conservatorio Bellini di Palermo, si svolge il Concorso Pianistico per Giovanissimi Antonio Trombone, organizzato in sua memoria.